# 초안산
초안산(楚安山)은 대한민국 서울특별시 도봉구 창동과 노원구 월계동에 걸쳐있는 해발 114.1 m의 한국의 화강암 산이다. 사적 440호 조선시대 분묘군에 1000여 기의 조선시대 내시를 비롯한 사대부들의 무덤이 위치해 있다. 초안산근린공원과 초안산생태공원으로 조성되었다.

## 같이 보기
- 서울 초안산 분묘군 - 대한민국의 사적 제440호
- 서울특별시의 지질